# Photograph
"Photograph" és el tercer senzill de l'àlbum Weezer (The Green Album), tercer disc del grup estatunidenc Weezer. Al Japó va ser llançat com a primer senzill en lloc de "Hash Pipe".

## Informació
El videoclip fou dirigit per Karl Koch, amic i director del web oficial del grup. Consisteix en una successió de material fotogràfic i vídeos realitzats durant la gira de l'àlbum The Green Album. També apareixen altres imatges de Rivers Cuomo jugant a futbol, Brian Bell jugant amb l'skateboard i fent malabarismes o Patrick Wilson jugant amb un patinet. No obstant Mikey Welsh toca el baix en la cançó, en el videoclip apareix Scott Shriner que ja l'havia substituït. El videoclip apareix en el DVD del grup Video Capture Device.
En diverses ocasions de la gira d'aquest àlbum, el bateria Patrick Wilson canta i toca la guitarra, i el cantant Rivers Cuomo s'encarrega de la bateria.
A la llista estatunidenca de rock modern va arribar a la 17a posició.

## Llista de cançons
Promo CD només ràdio
1. "Photograph" (Edició ràdio) - 2:12

CD Retail (Japó)
1. "Photograph" - 2:19
2. "Christmas Celebration" - 2:22